# Азума (броненосен крайцер)
Азума (на японски: 吾妻) е броненосен крайцер на Японския имперски флот от началото на XX век. По основни характеристики съответства на броненосните крайцери „Асама“. Единственият японски броненосен крайцер построен във Франция. Кръстен е на вулкана Азума на остров Хоншу.

## Конструкция и въоръжение
Въпреки търсенето на еднаквост в проекта от 6 крайцера (водоизместимост до 10 000 тона, въоръжение от 8 и 6 дюймови оръдия, скорост 20 – 21 възела), проектантите не избрат един и същи път на строеж и построените 3 двойки кораби са доста различни помежду си. В случая с „Азума“ отличителната му черта били дългият и тесен корпус с високи надводни бордове, две котелни отделения разположени в краищата и силно отдалечен от първата двойка трети комин, което прави силуета му доста различен спрямо уж същият „Якумо“, който е построен в Германия.
Основното въоръжение на „Азума“ са две двуоръдейни кули, на носа и кърмата, с 203 мм/45 оръдия, с далечина на стрелбата до 18 км. Също и осем 152 мм/40 оръдия в каземати и четири такива зад бронирани щитове. Дванадесет 76 мм/40 и осем 47 мм/33 оръдия са противоминна артилерия. Броневия пояс е с дължина 64 м и дебелина 178 мм, който защитава жизненоважните елементи на кораба.
С времето установяват, че дългият кораб може да използва само няколко от наличните в Япония сухи докове, а броне пояса, съществено по-къс, отколкото на корабите от типа „Асама“ и „Изумо“ (64 м против 86,5 и 84 съответно), дава лоша защита.

## История на службата
„Азума“ под командването на капитан 1-ви ранг К. Фуджии взема участие в Руско-японската война, като част на 2-ри боен отряд (6 броненосни крайцера, флаг на вицеадмирал Х. Камимура на „Изумо“). По време на боя в Корейския пролив получава 10 попадения (8 ранени), а в Цушимското сражение – 7 от 203 и 305 мм снаряди, 4 от 152 мм и 4 от 75 мм (10 убити, 30 ранени, и сериозни повреди).
От 1914 г. е учебен кораб. По време на Първата световна война за кратко е върнат в строй, съпровожда конвои в Индийския окен. През 1921 г. са свалени 4 от 152 мм и всички малки оръдия. На 18 юли 1945 г. получава тежки повреди от американската авиация. Предаден за скрап през 1946 година.

## Командири на кораба
- капитан 1-ви ранг Огура Бьоичиро (Ogura, Byoichiro) – от 1 май 1899 г. до 29 октомври 1900 г[1].
- капитан 1-ви ранг Нарита Кацуро (Narita, Katsuro) – от 31 май 1902 г. до 26 септември 1903 г[2].
- капитан 1-ви ранг Фуджи Коичи (Fujii, Koichi) – от 15 октомври 1903 г. до 12 януари 1905 г[2].
- капитан 1-ви ранг Мураками Какуичи (Murakami, Kakuichi) – от 12 януари до 5 август 1905 г[3].
- капитан 1-ви ранг Иде Ринроку (Ide, Rinroku) – от 5 август 1905 г. до 30 август 1906 г[4].
- капитан 1-ви ранг Ишибаши Хаджиме (Ishibashi, Hajime) – от 30 август до 24 декември 1906 г[5].
- капитан 1-ви ранг Камизуми Токуя (Kamiizumi, Tokuya) – от 24 декември 1906 г. до 28 август 1908 г[6].
- капитан 1-ви ранг Кубота Хикошичи (Kubota, Hikoshichi) – от 28 август 1908 г. до 14 февруари 1909 г[3].
- капитан 1-ви ранг Цукияма Кийотомо (Tsukiyama, Kiyotomo) – от 14 февруари до 1 октомври 1909 г[3].
- капитан 1-ви ранг Точинай Соджиро (Tochinai, Sojiro) – от 1 октомври 1909 г. до 1 декември 1909 г[7].
- капитан 1-ви ранг Цучияма Тецузо (Tsuchiyama, Tetsuzo) – от 1 април до 23 май 1911 г[6].

## Галерия
- Пощенска картичка от 1905 г.
- Пощенска картичка от 1905 г.
- В Портсмът, 1900 г.